# WEWS-TV
WEWS-TV est une station de télévision américaine située à Cleveland, dans l'État de l'Ohio et est affiliée au réseau ABC. Ses studios sont situés sur l'Euclid Avenue dans le centre de Cleveland, tandis que l'émetteur hertzien est à Parma.

## Historique
Le 17 décembre 1947, la société E. W. Scripps Company fondée par Edward Willis Scripps lance une chaîne de télévision à Cleveland associée à une radio démarrée quelques semaines plus tôt, la WEWS-FM (102.1 MHz., depuis WDOK). L'indicatif WEWS est formé du W pour la côte est et des initiales du fondateur.

## Télévision numérique terrestre
| Canal virtuel | Image | Ratio | Programmation                             |
| ------------- | ----- | ----- | ----------------------------------------- |
| 5.1           | 720p  | 16:9  | Programmation principale WEWS-TV / ABC HD |
| 5.2           | 480i  | 16:9  | getTV (en)                                |
| 5.3           | 480i  | 16:9  | Laff (en)                                 |
| 5.4           | 480i  | 16:9  | Court TV (en)                             |